# Douglas (parfumerie)

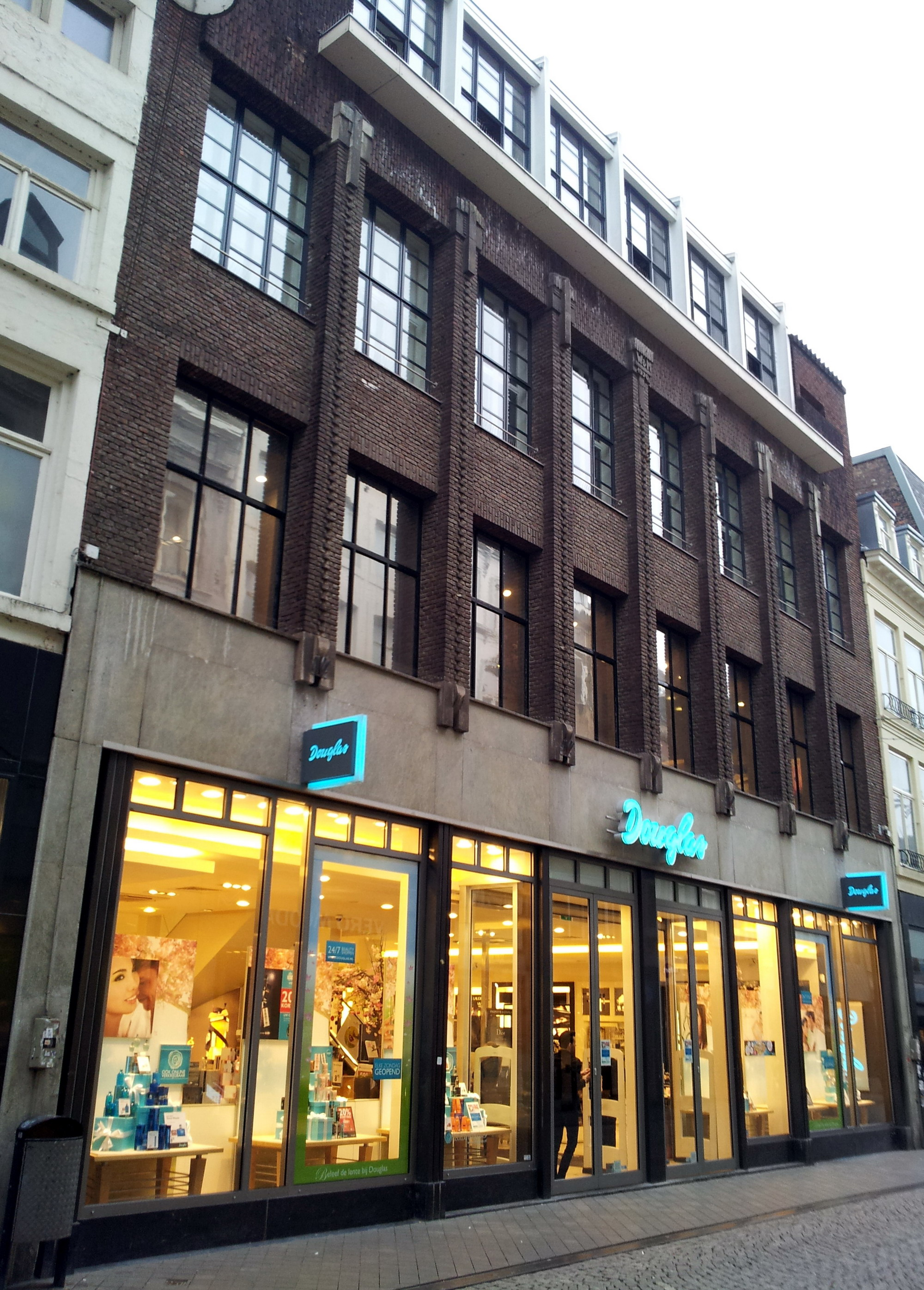
Vestiging in de Grote Staat in Maastricht

Douglas Holding AG is een Duitse parfum-detailhandel, met het hoofdkwartier in Hagen.

## Activiteiten
Douglas is met 1850 filialen en websites voor online verkopen in 21 landen een van de grootste filiaalbedrijven op de Europese cosmeticamarkt. De keten boekte in het gebroken boekjaar 2023/24 een omzet van 4,5 miljard euro. Duitsland en Frankrijk zijn de twee belangrijkste afzetmarkten. Met acquisities heeft het bedrijf belangrijke marktposities verworven in Italië en Spanje. De keten opende in 2023 ook zijn eerste fysieke winkels in België. Ongeveer een derde van de omzet wordt gerealiseerd met online verkopen.
In januari 2024 werd bekend dat Douglas naar de beurs zal gaan, eigenaar CVC Capital Partners (CVC) wil van een deel van het belang af. De beurswaarde van Douglas werd geschat op 7 miljard euro en het bedrijf gaat met de opbrengst vooral schulden aflossen. De eerste handelsdag van het aandeel was 21 maart 2024 en de introductiekoers was 26,00 euro. CVC verkocht 33 miljoen aandelen en dit leverde zo'n 850 miljoen euro op. De familie Kreke verkocht 1,5 miljoen aandelen.

### Resultaten
Douglas heeft een gebroken boekjaar dat stopt op 30 september.
| Jaar    | Omzet         | EBITDA        | Netto- resultaat |
| Jaar    | (× € miljoen) | (× € miljoen) | (× € miljoen)    |
| ------- | ------------- | ------------- | ---------------- |
| 2016/17 | 2795          | 290           | −162             |
| 2017/18 | 3277          | 202           | −290             |
| 2018/19 | 3454          | 283           | 17               |
| 2019/20 | 3233          | 179           | −477             |
| 2020/21 | 3120          | 19            | −342             |
| 2021/22 | 3678          | 253           | −307             |
| 2022/23 | 4094          | 683           | 17               |
| 2023/24 | 4451          |               | 84               |

## Geschiedenis
Het bedrijf vindt zijn oorsprong in 1821. De Schotse zeepzieder John Sharp Douglas begon toen een zeepfabriek in Hamburg. In 1910 opende de eerste Douglas parfumeriewinkel in Hamburg. De eigenlijke voorloper van de Douglas Holding AG, de [Hussel Süßwarenfilialbetrieb GmbH], werd opgericht in 1949, en in 1962 veranderd in een naamloze vennootschap. In 1969 kocht dit bedrijf Parfümerie Douglas, dat al snel het belangrijkste onderdeel werd van de vennootschap. De familie Kreke geeft sinds 1969 leiding aan het bedrijf. In 1976 kwam de vennootschap bekend te staan als Hussel Holding AG en in 1989 veranderde de naam in Douglas Holding AG.
In 2012 deed Advent International een overnamebod ter waarde van 1,9 miljard dollar (circa 1,5 miljard euro) op de keten. Direct accepteerden 50,5% van de aandeelhouders het bod. Met de familie Kreke is afgesproken dat deze laatste 20% van de aandelen blijft behouden. De familie Oetker was met 25,8% van de aandelen de grootste aandeelhouder. De aandelen van het bedrijf stonden tot medio 2013 genoteerd aan de Duitse effectenbeurs.
In februari 2014 kocht Douglas de Franse branchegenoot Nocibe van de investeringsmaatschappij Charterhouse Capital. Douglas had al 88 vestigingen in Frankrijk, maar wilde uitbreiden vanwege de groeimogelijkheden. De waarde van de transactie werd geschat op 500 tot 550 miljoen euro.
In juni 2015 verkocht Advent Douglas aan CVC, een Brits investeringsfonds. Eerder waren er nog plannen voor een beursgang, maar na het bod van 2,8 miljard euro ging het bedrijf naar CVC. De familie Kreke, die al sinds 1969 leiding geeft aan het bedrijf, blijft ook na de overname bij de keten betrokken. Voor de transactie had de familie 20% van de aandelen in handen. CVC ziet groeikansen in Europa, maar is bereid ook in andere regio's de keten uit te breiden.
Medio 2017 maakte Douglas bekend 103 winkels en het e-commerce verkoopplatform van Perfumerias If over te nemen. Perfumerias If is een belangrijke parfum- en cosmeticaketen in Spanje. Eerder deze maand rondde Douglas de koop af van Grupo Bodybell met 223 winkels in hetzelfde land. Douglas is hiermee marktleider op dit gebied in Spanje geworden.
In februari 2022 kocht Douglas de Heerlense online apotheek Disapo. Met deze overname versterkte Douglas zijn positie op de onlinemarkt en breidde zijn assortiment gezondheidsproducten uit. Disapo is vooral actief in Duitsland en de Volksrepubliek China. Het bedrijf telde ongeveer 200 medewerkers en heeft een groot distributiecentrum in Heerlen. De overnamesom was 47 miljoen euro, waarvan 24,5 miljoen euro direct werd betaald en het restant afhankelijk van toekomstige resultaten. Na een jaar ontstond al een fikse ruzie en volgde rechtszaken. Eind 2023 werd Disapo te koop aangeboden door Douglas. In juli 2024 werd Disapo gekocht door MYA Health. MYA Health is gevestigd in Amsterdam en exploiteert een mobiele app met diensten voor recepten en receptgeneesmiddelen.